# Villaverde y Pasaconsol
Villaverde y Pasaconsol é um município da Espanha na província de Cuenca, comunidade autónoma de Castilla-La Mancha, de área 21,05 km² com população de 413 habitantes (2004) e densidade populacional de 19,62 hab/km².

## Demografia
| Variação demográfica do município entre 1991 e 2004 | Variação demográfica do município entre 1991 e 2004 | Variação demográfica do município entre 1991 e 2004 | Variação demográfica do município entre 1991 e 2004 |
| --------------------------------------------------- | --------------------------------------------------- | --------------------------------------------------- | --------------------------------------------------- |
| 1991                                                | 1996                                                | 2001                                                | 2004                                                |
| 435                                                 | 442                                                 | 414                                                 | 413                                                 |